# Кондо Наоя
Наоя Кондо (яп. 近藤 直也, нар. 3 жовтня 1983, Тотіґі) — японський футболіст, захисник клубу «ДЖЕФ Юнайтед».
Виступав, зокрема, за клуб «Касіва Рейсол», а також національну збірну Японії.
Чемпіон Японії.

## Клубна кар'єра
Народився 3 жовтня 1983 року в місті Тотіґі. Вихованець футбольної школи клубу «Касіва Рейсол». Дорослу футбольну кар'єру розпочав 2002 року в основній команді того ж клубу, в якій провів тринадцять сезонів, взявши участь у 239 матчах чемпіонату. 
До складу клубу «ДЖЕФ Юнайтед» приєднався 2016 року. Відтоді встиг відіграти за команду з Тіби 35 матчів в національному чемпіонаті.

## Виступи за збірні
У 2003 році залучався до складу молодіжної збірної Японії. На молодіжному рівні зіграв у 3 офіційних матчах.
У 2012 році дебютував в офіційних матчах у складі національної збірної Японії. Наразі провів у формі головної команди країни 1 матч.

## Титули і досягнення
- Чемпіон Японії (1):

«Касіва Рейсол»: 2011
- Володар Суперкубка Японії (1):

«Касіва Рейсол»: 2012
- Володар Кубка Джей-ліги (1):

«Касіва Рейсол»: 2013
- Володар Кубка Імператора Японії (1):

«Касіва Рейсол»: 2012
- Володар Кубка банку Суруга (1):

«Касіва Рейсол»: 2014